# Руско-јапански рат
Руско-јапански рат (10. фебруар 1904 — 5. септембар 1905) је био рат између царске Русије и Јапанског царства за превласт над Манџуријом и Корејом. Највеће поприште рата је била јужна Манџурија, тачније полуострва Љаодонг и Мукден у Кини. Поморски рат се одвијао у Жутом мору и морима око Кореје и Јапана. Рат је започео Јапан, пошто је Русија одбијала да им преда северну Кореју.
У рату са Јапаном који је уследио руска војска је доживела тежак пораз. Изгубила је пацифичку и балтичку флоту. На тај начин изменио се баланс снага у Источној Азији. Јапан је постао нова светска сила. Порази су у Русији изазвали велико народно незадовољство неефикасном царском и аутократском влашћу. Ти догађаји довели су до руске револуције 1905.

## Узроци руско-јапанског рата
Након Меиџи обнове 1868. у Јапану је нова власт прекинула са неколико векова дугом изолацијом Јапана. Одлучили су да прихвате западне идеје, технолошке новости и обичаје. До краја 19. века Јапан је за релативно кратко време изашао из изолације и трансформисао се у модерну индустријску државу. Јапан је настојао да га признају једнаким западним силама.
Русија је била велика сила и имала је империјалне амбиције на Истоку. До краја 19. века Русија је проширила своју империју дуж средње Азије све до Авганистана и апсорбовала је при томе локалне државе. Русија се протезала од Пољске на западу до полуострва Камчатке на истоку. Са изградњом Транссибирске железнице до Владивостока Русија се надала да ће осигурати и ојачати свој утицај и присуство у том подручју.

## Кинеско-јапански рат
Кина је изгубила у рату са Јапаном, па је 1895. по споразуму из Шимонисекија предала Јапану
- Кореју
- Тајван
- полуострво Љаодонг, са Порт Артуром.

На то су интервенисале три западне силе Русија, Немачка и Француска и присилиле Јапан да се одрекне полуострва Љаодонг. Руси су 1898. присилили Кину да са њима потпише уговор о изнајмљивању поморске базе Порт Артур на 25 година. Порт Артур је био једина руска лука на топлим морима на обали Пацифика и имала је огромну стратешку вредност. Јапан је у међувремену покушао да преузме Кореју, што доводи до пакта са Кином и Русијом. Русија је тада заузела већину Манџурије и северне делове Кореје.
Ито Хорибуми је започео преговоре са Русијом. Веровао је да је Јапан преслаб да јој се супротстави, тако да је предложио да Русија узме Манџурију, а да Јапану преда северну Кореју. Међутим уместо тога Јапан је склопио савез са Великом Британијом 1902. Намеравали су да блокирају употребу руских лука Владивосток и Порт Артур, као што је то Британија раније радила током Кримског рата, када је блокирала луку Севастопољ. Јапан је уз подршку Британије био много слободнији да тражи од Русије што више.
Након пропасти преговора са Русијом Јапан је 31. децембра 1903. послао Русији ултиматум. Јапан је Русији објавио рат 8. фебруара 1904. године. Јапан је напао луку Порт Артур три сата пре званичне објаве рата.

## Поход 1904.
Порт Артур на југу Манџурије био је утврђен у највећу руску поморску базу. Пошто су Јапанци намеравали да ратују против Руса на копну најпре су морали да неутралишу руску флоту у Порт Артуру. По ноћи 8. фебруара 1904. јапанска флота под командом адмирала Хејхачиро Тогоа започела је рат изненадним нападом торпедних чамаца на руске бродове. Тешко су оштетили два руска брода. Тај напад се претворио у битку код Порт Артура, која је обухватала низ неодлучених окршаја. Адмирал Того није могао да нападне руску флоту јер је била заштићена обалском артиљеријом, а руска флота с друге стране није излазила из луке, посебно након погибије адмирала Макарова.
Та битка омогућила је да се Јапанци неометано искрцају крај Инчона у Кореји. Јапанци су после тога заузели Сеул и остатак Кореје. Већ крајем априла јапанска војска је била на реци Јалу спремна да пређе у Манџурију. Јапанска стратегија је била да брзо заузму што је могуће више. Руси су одлагали акције да би добили довољно времена да им стигну појачања транссибирском железницом. Битка на реци Јалу 1. маја 1904. била је прва велика копнена битка тога рата. Јапанци су након неометаног преласка реке лако савладали руске снаге. С друге стране искрцали су се и на неколико тачака на манџурској обали и потиснули руску војску до Порт Артура. У тим биткама Јапанци су имали огромне губитке нападајући Русе у добро утврђеним рововима. Руси, међутим, и поред тога нису кретали у контранападе, него су се базирали само на одбрану.
Након почетка рата Јапанци су покушали да спрече Русе да користе луку Порт Артур. Тако су 13. фебруара потопили неколико пароброда да би спречили улаз у луку. Међутим потопили су их предубоко. На сличан начин су покушали исто да учине и почетком маја. Обе стране су постављале мине на мору. До тада су мине углавном биле одбрамбено средство. Јапанска тактика постављања мина показала се веома ефикасном када су 12. априла потопили два руска бојна брода Петропавловск и Победа. Петропавловск је потонуо и на њему адмирал Макаров, који је био најефикаснији руски стратег поморског ратовања.
Руси су брзо научили јапанску тактику офанзивног полагања мина, па су два јапанска бојна брода страдала 14. маја 1904. На броду Јашими страдало је и 450 морнара.
Руси су у јуну безуспешно покушали да разбију јапанску блокаду. Јапанци су започели дугу опсаду Порт Артура, који је био јако добро утврђен. Руси су покушали пробој 10. августа у одлучној бици у Жутом мору. Јапанци су знали да Русима долази у помоћ још једна флота, а они су имали само једну флоту. У тој бици руски командни брод Царевић је директно погођен и на њему адмирал Витгефт. Руси су се после тога вратили у луку. Руска флота је била угрожена и од јапанске артиљерије око Порт Артура, па су покушали да ослабе опсаду, али нису успели. После копнене битке код Љаојанга у августу руске снаге су се повукле до Мукдена (Шенјанг). Порт Артур је пао 2. јануара 1905.
На мору Руси су слали балтичку флоту око Африке до Азије. Замало су изазвали рат са Великом Британијом 21. октобра 1904. Док су пролазили крај Догер бенка пуцали су на британске рибарске бродове, јер су сматрали да су то торпедни чамци. Тај догађај је познатији као „Халски инцидент“.

## Битка код Мукдена
Након пада Порт Артура јапанска војска је напредовала северно и ојачавала је положаје јужно од Мукдена, који су држали Руси. Са наступом оштре манџуријске зиме није било окршаја. Обе војске су камповале на 100 km фронта.
Руска Друга армија под заповедништвом Оскара Грипенберга је између 25 и 29. јануара напала јапанско лево крило и готово га пробила. Изненадили су Јапанце, али пошто није било подршке од других руских јединица напад је обустављен. Јапанци су знали да морају уништити руску војску у Манџурији, пре него што стална појачања, која су стизала транссибирском железницом, не обезбеде руску бројчану надмоћ.
Битка код Мукдена започела је 20. фебруара 1905. Јапанци су нападали и лево и десно крило руских снага око Мукдена дуж 50 mi (80 km) фронта. Обе стране су биле добро ушанчене и потпомогнуте стотинама топова. Након одређеног времена руска одбрамбена линија се почела повијати унатраг. Постало је очито да Јапанци намеравају да окруже Мукден. Руси су започели повлачење, али брзо је уследио колапс руских редова и повлачење у нереду. Руски генерал Куропаткин је 10. марта морао да се повуче северно од Мукдена. Руске јединице су се распале као војне формације при повлачењу, али Јапанци то нису искористили да их потпуно униште. Јапанци су сами имали велики број губитака па нису били у стању да прогоне поражену руску војску.

## Поморске битке и тешки руски порази

### Битка код Цушиме
Руска балтичка флота, прозвана Друга пацифичка ескадра, је пловила 18.000 миља да би сазнали да је Порт Артур пао. То је деморалисало морнаре. Надали су се да ће доћи до Владивостока. Постојала су три пута до Владивостока, али пролаз Цушима између Кореје и Јапана је био најкраћи.
Јапански адмирал Того је знао да ће Балтичка флота настојати да стигне до Владивостока. Јапанска флота је пред почетак рата имала шест бојних бродова, а тада је имала само четири. Ипак имала је бројне крсташе, разараче и торпедне чамце. Руска Друга пацифичка ескадра имала је осам бојних бродова, бројне крсташе, разараче, све укупно 38 бродова.
Јапанци су на време уочили руску флоту и ушли са њом у окршај у Цушима пролазу 27. маја до 28. маја 1905. Потпуно су уништили руску флоту. Потопили су јој свих осам бојних бродова и бројне мање бродове. Руси су изгубили 5.000 морнара. Јапанци су изгубили само три торпедна чамца и 116 људи. Само су три руска брода допловила до Владивостока.

## Мировни споразум
Пораз је уздрмао поверење цара у Русији. У Русији је 1905. избила револуција, која је представљала озбиљну претњу стабилности земље.
Русија се одлучила на мировне преговоре. Преговоре је водио амерички председник Теодор Рузвелт, који је због тога добио Нобелову награду за мир. Постигнут је Споразум у Портсмуту 1905. у коме је стајало:
- Русија признаје Јапану да је Кореја у јапанској сфери интереса
- Русија пристаје да напусти Манџурију
- Русија је престала изнајмљивати Порт Артур
- јужни део Сахалина Русија је предала Јапану

Јапан је 1910. анектирао Кореју. Русија је 1952. повратила Сахалин под свој суверенитет Споразумом у Сан Франциску.

## Учешће Црне Горе у рату
Црна Гора је била у пријатељским односима са Русијом и послала је у рат један одред војске на челу са Јованом Липовцем.

## Учешће Србије у рату
Србија је такође послала одред на челу са Арсеном Карађорђевићем.

## Последице
Био је то први велики пораз једне западне силе. Русија је изгубила две флоте и престиж у свету, а руски пораз на Пацифику значајно је утицало и на будућност Немачке, која је планирајући рат са Француском имала веома ослабљеног савезника. Русија је због тога пораза започела реформу војске. Међутим незадовољство народа изазвало је револуцију 1905. и посејало семе револуције 1917.
Јапан се након ове победе уврстио међу велике светске силе и започео процес јапанске доминације у Кини.